# 2008년 하계 올림픽 펜싱 남자 에페 단체전
베이징의 2008년 하계 올림픽 펜싱 남자 에페 단체전은 8월 15일에 올림픽 그린 컨벤션 센터에서 진행되었다.

## 토너먼트 형식
에페 단체전 토너먼트 규정은 세 라운드 형식의 넉아웃 토너먼트로 구성되어 있으며, 준결승전 패자는 동메달 결정전을 벌일 수 있다. 8강전 패자 또한 5위부터 8위까지 순위를 가리기 위한 준결승전과 결승전이 있다. 한 팀당 주전은 3명으로 구성되어 있다.
한 경기는 총 9바우트로 구성되어 있고, 양 팀의 선수들은 번갈아 가며 대결을 벌인다. 투셰 (toucher)는 경기가 진행되며 누적되며, 이 누적된 투셰의 수가 한팀이 45개를 먼저 획득하면 경기는 종료된다. 바우트는 시간이 경과하거나 5 * (해당 바우트)의 투셰 수에 도달하면 경기가 종료된다.예를 들어 첫 바우트가 5-3으로 종료된 경우, 이 점수는 다음 바우트가 시작될 때의 투셰 수가 되며, 두 번째 바우트는 양쪽 중 한쪽이 10투셰에 도달하거나 제한 시간이 모두 지나갈 때까지 지속된다. 각 바우트는 제한시간이 3분이다.
만약 9번째 바우트가 종료되었을 때 양쪽 모두 45점에 도달하지 못한 경우, 이때 더 많은 투셰를 기록한 팀이 승리한다. 이때 동점인 경우 1투셰로 승부가 나는 1분짜리 연장전으로 이어진다. 그래도 1분 안에 양쪽 선수가 득점을 못하였을 경우, 연장전이 시작하기 전에 컴퓨터를 통해 자동으로 프리오리테 (priorité: 우선권) 을 획득한 선수가 승자가 된다.

## 경기 결과

### 본선 대진
|  | 16강전 | 16강전 | 16강전 |  |  | 8강전 | 8강전      | 8강전  |    |   | 준결승전 | 준결승전 | 준결승전 |               |               | 결승전        | 결승전 | 결승전 |
|  |        |        |        |  |  |       |            |        |    |   |          |          |          |               |               |               |        |        |
|  |        |        |        |  |  |       |            |        |    |   |          |          |          |               |               |               |        |        |
|  |        |        |        |  |  | 1     | 헝가리     | 43     |    |   |          |          |          |               |               |               |        |        |
|  | 9      | 남아공 | 28     |  |  | 8     | 중국       | 45     |    |   |          |          |          |               |               |               |        |        |
|  | 8      | 중국   | 45     |  |  |       |            |        |    | 8 | 중국     | 44       |          |               |               |               |        |        |
|  |        |        |        |  |  |       | 4          | 폴란드 | 45 |   |          |          |          |               |               |               |        |        |
|  |        |        |        |  |  | 5     | 우크라이나 | 37     |    |   |          |          |          |               |               |               |        |        |
|  |        |        |        |  |  | 4     | 폴란드     | 45     |    |   |          |          |          |               |               |               |        |        |
|  |        |        |        |  |  |       |            |        |    |   | 4        | 폴란드   | 29       |               |               |               |        |        |
|  |        |        |        |  |  |       | 2          | 프랑스 | 45 |   |          |          |          |               |               |               |        |        |
|  |        |        |        |  |  | 3     | 이탈리아   | 45     |    |   |          |          |          |               |               |               |        |        |
|  |        |        |        |  |  | 6     | 대한민국   | 37     |    |   |          |          |          |               |               |               |        |        |
|  |        |        |        |  |  |       |            |        |    | 3 | 이탈리아 | 39       |          | 동메달 결정전 | 동메달 결정전 | 동메달 결정전 |        |        |
|  |        |        |        |  |  |       | 2          | 프랑스 | 45 |   |          |          |          |               |               |               |        |        |
|  |        |        |        |  |  | 7     | 베네수엘라 | 33     |    |   |          |          |          |               | 8             | 중국          | 35     |        |
|  |        |        |        |  |  | 2     | 프랑스     | 45     |    | 3 | 이탈리아 | 45       |          |               |               |               |        |        |
|  |        |        |        |  |  |       |            |        |    |   |          |          |          |               |               |               |        |        |

### 순위 결정전
|  | 5-8위 결정전 |              |              |  |   |              |              |              |
|  | 1            | 헝가리       | 41           |  |   |              |              |              |
|  | 5            | 우크라이나   | 29           |  |   | 5-6위 결정전 | 5-6위 결정전 | 5-6위 결정전 |
|  |              |              |              |  |   | 1            | 헝가리       | 40           |
|  | 5-8위 결정전 | 5-8위 결정전 | 5-8위 결정전 |  | 7 | 베네수엘라   | 25           |              |
|  | 6            | 대한민국     | 38           |  |   |              |              |              |
|  | 7            | 베네수엘라   | 45           |  |   | 7-8위 결정전 | 7-8위 결정전 | 7-8위 결정전 |
|  |              |              |              |  |   | 5            | 우크라이나   | 41           |
|  |              |              |              |  |   | 6            | 대한민국     | 39           |

## 최종 순위
| 순위 | 팀         | 선수                                                                            |
| ---- | ---------- | ------------------------------------------------------------------------------- |
| 1    | 프랑스     | 파브리스 자네 제롬 자네 울리히 로바이리                                         |
| 2    | 폴란드     | 로베르트 안드르체유크 토마시 모티카 아담 비에르치오흐 라도스와프 자브로트니아크 |
| 3    | 이탈리아   | 스테파노 카로초 디에고 콘팔로녜리 알프레도 로타 마테오 탈리아리올               |
| 4    | 중국       | 리궈제 왕레이 인리안치 동궈타오                                                 |
| 5    | 헝가리     | 보츠코 가보르 임레 게저 쿨차르 크리시티안 코바치 이반                           |
| 6    | 베네수엘라 | 실비오 페르난데스 프란시스코 리마르도 루벤 리마르도                             |
| 7    | 우크라이나 | 막심 크보로스트 드미트로 추마크 보단 니키신 비탈리이 메드베데프                 |
| 8    | 대한민국   | 정진선 김원진 김승구                                                            |
| 9    | 남아공     | 다리오 토렌테 셀로 마두마 마이크 우드                                           |